# المحراب العثماني

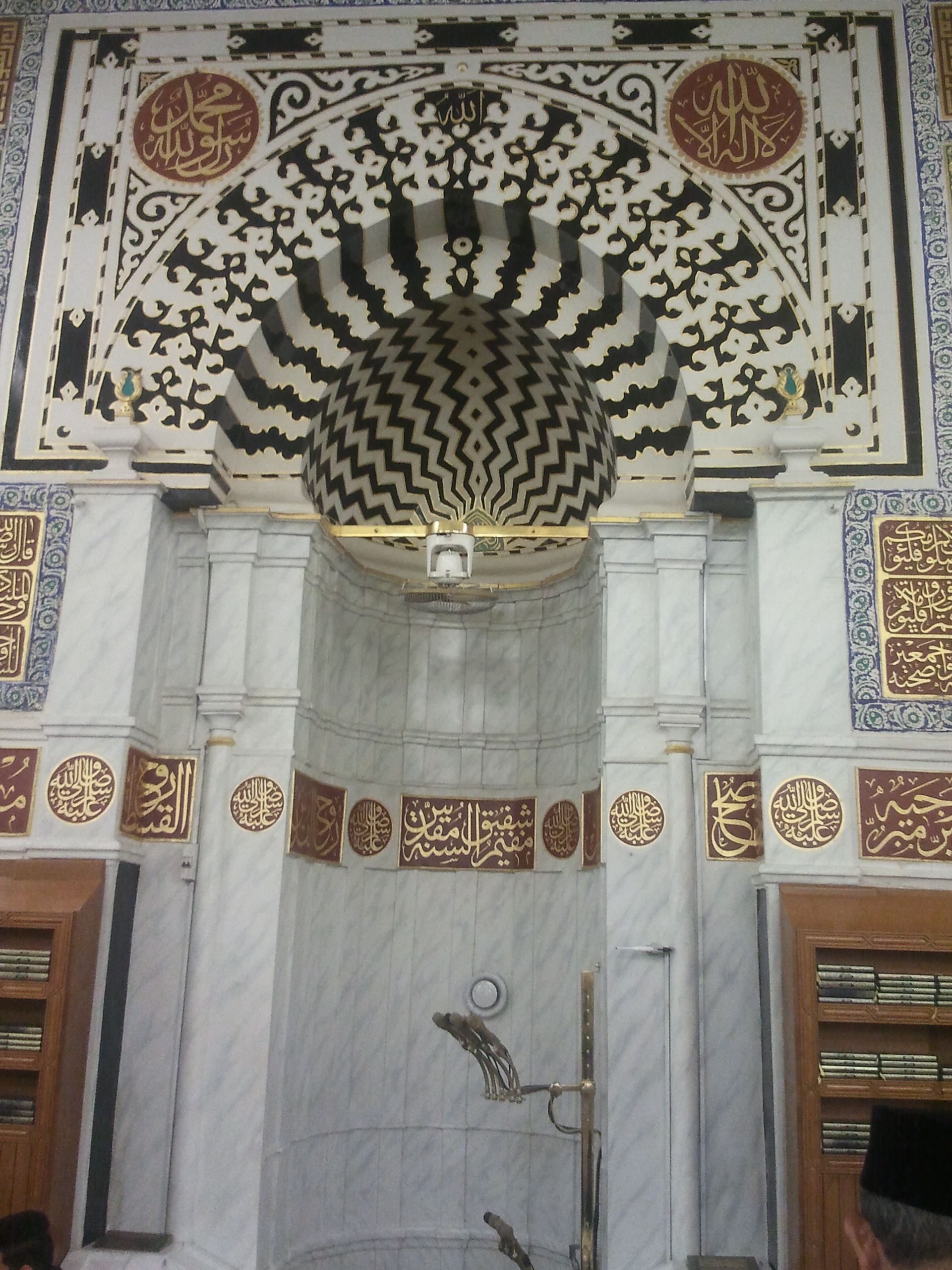
المحراب العثماني

المحراب العثماني أحد محاريب المسجد النبوي الستة،  يقع في الجدار القِبْلي من المسجد النبوي الشريف، وقد أحدثه الخليفة الراشدي عثمان بن عفان ولذلك يسمى المحراب العثماني إبان توسعته للمسجد النبوي الشريف، وقد جعل عليه مقصورة من اللِّبِن لها كوة، وكان سبب ذلك هو تخوفه بعد مقتل الخليفة عمر بن الخطاب، وبعد الحريق الثاني للمسجد النبوي الشريف تم هدم الجدار القِبْلِي وتجديده. وقد تغير مكان المحراب العثماني قليلاً عن محله السابق، وقد كُسِي في عهد السلطان قايتباي بالرخام الملون، ووسع فيه وجعل عليه قبة، وفي سنة 1198 هـ أجريت عليه بعض الإصلاحات، وكذلك في سنة 1336 هـ، وهو مصلى الإمام الآن.

## وصف المحراب
يقع في مقدمة المسجد النبوى في جدار القبلة، محلى بقطع من الرخام الملون، فوقه آيات قرآنية مكتوبة بخط الثلث النافر وهي في غاية الإبداع والإتقان والجمال. أقامه الخليفة الأموي عمر بن عبد العزيز في موضع مصلى الخليفة الراشد عثمان بن عفان بالناس بعد توسعته للمسجد النبوي الشريف، ثم جدده الملك المملوكي الأشرف قايتباي عام 888 هـ ولايزال موضع الإمام إلى الآن.